# Limerzel
Limerzel é uma comuna francesa na região administrativa da Bretanha, no departamento Morbihan. Estende-se por uma área de 25,06 km². Em 2010 a comuna tinha 1 346 habitantes (densidade: 53,7 hab./km²).